# Ceyras
Ceyras é uma comuna francesa na região administrativa de Occitânia, no departamento de Hérault. Estende-se por uma área de 6,96 km². Em 2010 a comuna tinha 1 408 habitantes (densidade: 202,3 hab./km²).